# Siddur
Siddur-ul este cartea de rugăciuni evreiești care conține rugăciuni în ordinea calendarului evreiesc.

Cuvântul "siddur" (sau Seder) înseamnă "ordine" sau "acord".